# Na Zachodzie bez zmian (film 2022)
Na Zachodzie bez zmian (niem. Im Westen nichts Neues) – niemiecko-amerykańsko-brytyjski dramat wojenny z 2022 roku w reżyserii Edwarda Bergera. Adaptacja klasycznej powieści Ericha Marii Remarque’a pod tym samym tytułem. Jest to trzeci film oparty na motywach tej powieści, po amerykańskich produkcjach: kinowej Lewisa Milestone’a z 1930 i telewizyjnej Delberta Manna z 1979.

## Obsada
- Felix Kammerer(inne języki) jako Paul Bäumer
- Daniel Brühl jako Matthias Erzberger
- Albrecht Schuch(inne języki) jako Stanislaus „Kat” Katczinsky
- Aaron Hilmer(inne języki) jako Albert Kropp
- Edin Hasanović(inne języki) jako Tjaden Stackfleet
- Devid Striesow(inne języki) jako generał Friedrichs
- Sebastian Hülk(inne języki) jako major von Brixdorf
- Anton von Lucke jako kapitan von Helldorf
- Andreas Döhler(inne języki) jako porucznik Hoppe
- Michael Wittenborn(inne języki) jako Rektor
- Luc Feit(inne języki) jako lekarz wojskowy
- Tobias Langhoff(inne języki) jako generał von Winterfeldt(inne języki)
- Adrian Grünewald(inne języki) jako Ludwig Behm
- Thibault de Montalembert(inne języki) jako generał Ferdinand Foch
- Sascha Nathan(inne języki) jako hrabia von Oberndorff
- Michael Pitthan(inne języki) jako kapitan Ernst Von Vanselow
- Joe Weintraub jako kapitan Geyer
- Charles Morillon(inne języki) jako kapitan Paul Leperche
- Gabriel Dufay jako gen. dywizji Maxime Weygand
- Dan Brown jako admirał Rosslyn Wemyss(inne języki)
- Philip Schenker jako admirał George Hope[1]

## Odbiór

### Reakcja krytyków
Film spotkał się z pozytywną reakcją krytyków. W agregatorze recenzji Rotten Tomatoes 90% ze 149 recenzji uznano za pozytywne, a średnia ocen wystawionych na ich podstawie wyniosła 8,2 na 10. Z kolei w agregatorze Metacritic średnia ważona ocen z 36 recenzji wyniosła 76 punktów na 100.

## Nagrody
- Podczas 76. ceremonii wręczenia BAFTA film otrzymał nagrody w siedmiu kategoriach, w tym m.in. „najlepszy film” i „najlepsza reżyseria”[4].
- Podczas 95. ceremonii wręczenia Oscarów otrzymał nagrody w kategoriach: najlepszy film międzynarodowy, najlepsze zdjęcia, najlepsza muzyka, najlepsza scenografia[5].